# Чорій Павло Володимирович
Павло́ Володи́мирович Чорій — снайпер, 79-та окрема аеромобільна бригада.

## Біографія
Закінчив Миколаївський педагогічний університет — факультет фізичної культури і туризму, вирішив відслужити в армії — 79-та аеромобільна бригада.
В часі боїв був поранений. 3 червня 2014-го на колону українських військових — в їх числі десантники 79-ї аеромобільної бригади, напали терористи. Один десантник загинув, 13 поранено, Павло Чорій поранений осколком в око, проте й далі вів бій — затискав однією рукою поранене око, а другою стріляв зі снайперської гвинтівки Драгунова — скільки міг. Тим часом БТР-4Е, маневруючи, зім'яв ГАЗ-66, де перебували затиснуті поранені десантники, кабіну будь-якої миті могли закидати гранатами. Павло, відстрілявши всі патрони, кинувся рятувати товаришів, витягнув чотирьох поранених побратимів та надав першу допомогу. В госпіталі знепритомнів.
Від переживань і стресів серце мами Ольги Чорій не витримало, вона померла.
Зібрані колегами та волонтерами кошти на протез ока переказав на потреби 79-ї бригади.

## Нагороди
За особисту мужність і героїзм, виявлені у захисті державного суверенітету та територіальної цілісності України, вірність військовій присязі під час російсько-української війни нагороджений
- орденом «За мужність» III ступеня (20.6.2014).[2]
- орденом «За мужність» II ступеня (27.11.2014).[3]